# 2005년 시카고 영화 비평가 협회상
제18회 시카고 비평가 협회상은 2005년 영화를 대상으로 2006년 1월 9일에 열린 시상식이다.

## 수상 및 후보

### 작품상
- 크래쉬

### 감독상
- 폭력의 역사 - 데이빗 크로넨버그 수상

### 남우주연상
- 카포티 - 필립 세이모어 호프만 수상

### 여우주연상
- 미스언더스탠드 - 조안 알렌 수상

### 남우조연상
- 씬 시티 - 미키 루크 수상

### 여우조연상
- 폭력의 역사 - 마리아 벨로 수상

### 각본상
- 크래쉬 - 폴 해기스 수상

### 외국어영화상
- 히든

### 다큐멘터리상
- 그리즐리 맨

### 촬영상
- 브로크백 마운틴 - 로드리고 프리에토 수상

### 음악상
- 브로크백 마운틴 - 구스타보 산타올라야 수상

### 유망감독상
- 카포티 - 베넷 밀러 수상

### 유망연기상
- 미 앤 유 앤 에브리원 - 미란다 줄라이 수상